# Auberon Waugh

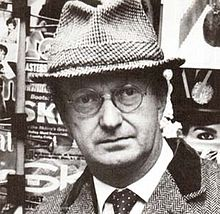
Auberon Waugh en la década de los 80.

Auberon Waugh (17 de noviembre de 1939 - 16 de enero de 2001) fue un periodista británico. Hijo mayor del escritor inglés Evelyn Waugh.
Con veinte años, ya tenía cierto éxito en su carrera llegando a trabajar con Telegraph Media Group, y también para otras publicaciones como Private Eye. Siendo joven, Waugh escribió cinco novelas que fueron bien recibidas por el público, pero abandonó el género de la ficción debido al miedo de que le compararan con su padre.

## Biografía
Nació en Pixton Park, cerca de Dulverton en Somerset, en la casa de la familia de su madre. Era el hijo mayor del novelista Evelyn Waugh, hijo del autor y del editor Arthur Waugh. Su madre fue Laura Herbert, la segunda esposa de su padre.
Nacido justo cuando la Segunda Guerra Mundial comenzaba, apenas vio a su padre hasta que cumplió los cinco años. Al pertenecer sus padres al catolicismo, fue educado en un centro de enseñanza de la misma doctrina religiosa. Después de esta clásica educación tradicional, fue enviado al ejército para realizar el servicio militar, donde fue gravemente herido en el pecho durante un accidente a causa de un disparo. Mientras se recuperaba del accidente en Italia, comenzó una de sus obras, The Foxglove Saga.
Waugh comenzó su carrera en el periodismo durante 1960 como reportero de la columna social de The Daily Telegraph. Sus primeros trabajos como columnista político en The Spectator coincidieron con la guerra en Biafra, una provincia principalmente católica que había tratado de separarse de Nigeria. Tras sus duras críticas sobre esta actuación, fue despedido, pero contando con el apoyo de varios compañeros, ganó en el juicio daños y perjuicios por despido improcedente. También escribió para New Statesman, British Medicine y varios periódicos (incluyendo Daily Mirror, Daily Mail, Evening Standard y The Independent). En 1995 finalmente terminó su larga asociación con The Spectator, pero en 1996 se reincorporó a The Sunday Telegraph, donde permaneció como columnista semanal hasta poco antes de su muerte.
Waugh tendía a identificarse con un conservadurismo desafiante anti-progresista, opuesto a los progresistas sociales. Se presentó a candidato durante las elecciones de 1979.

## Fallecimiento

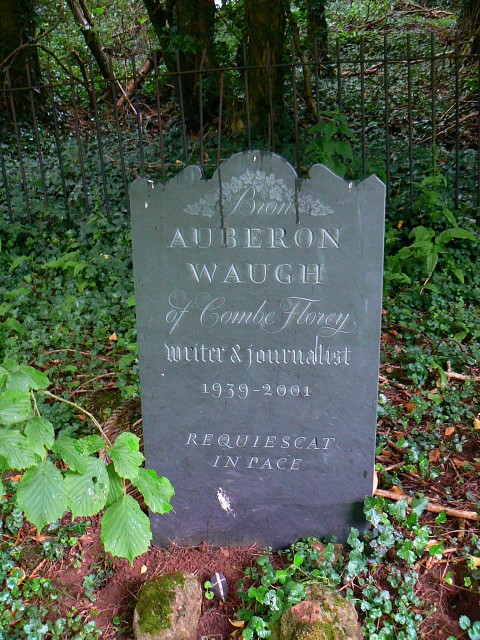
La tumba de Auberon Waugh en la Iglesia de San Pedro y San Pablo, Combe Florey, Somerset.

Waugh murió de una enfermedad cardíaca a la edad de 61 años. Su vida se acortó debido a que fumó durante toda la vida y por los efectos de la herida en el pecho que se hizo durante el servicio militar. Está enterrado en la Iglesia de St Peter & St Paul, Combe Florey. Las esquelas de los periódicos le dedicaron grandes textos, y el titular "Auberon Waugh muere" se imprimió en los carteles para el London Evening Standard del día.

## Obras
Waugh escribió cinco novelas antes de dejar de escribir ficción, en parte en forma de protesta contra el dinero inadecuado que los autores recibían de los derechos del préstamo público en las bibliotecas, y en parte porque sabía que siempre sería comparado desfavorablemente contra su padre. Las cinco novelas son:
- The Foxglove Saga (1960)
- Path of Dalliance (1963)
- Who Are The Violets Now? (1965)
- Consider the Lilies (1968)
- A Bed of Flowers (1972).